# Saint-Pardoux-la-Rivière
Saint-Pardoux-la-Rivière település Franciaországban, Dordogne megyében. Lakosainak száma 1170 fő (2022. január 1.). Saint-Pardoux-la-Rivière Champs-Romain, Milhac-de-Nontron, Saint-Saud-Lacoussière, Saint-Front-la-Rivière, Sceau-Saint-Angel, Nontron és Savignac-de-Nontron községekkel határos.

## Népesség
A település népessége az elmúlt években az alábbi módon változott:
| Lakosok száma | 1360 | 1309 | 1174 | 1155 | 1215 | 1193 | 1179 | 1168 | 1169 | 1170 |
|               | 1968 | 1982 | 1990 | 2006 | 2013 | 2015 | 2017 | 2019 | 2020 | 2022 |